# ТОР «Михайловский»
Территория опережающего социально-экономического развития «Михайловский» расположена на землях Михайловского, Спасского, Яковлевского, Хорольского и Черниговского муниципальных районов Приморского края России. Мягкий климат, наличие пахотных земель, развитые транспортные связи, значительный потребительский рынок определили главный профиль ТОР — сельское хозяйство.
Образована в 2015 году. На конец 2021 года на территории зарегистрировано 19 резидентов, общая сумма заявленных инвестиций составляет 83,2 млрд рублей.

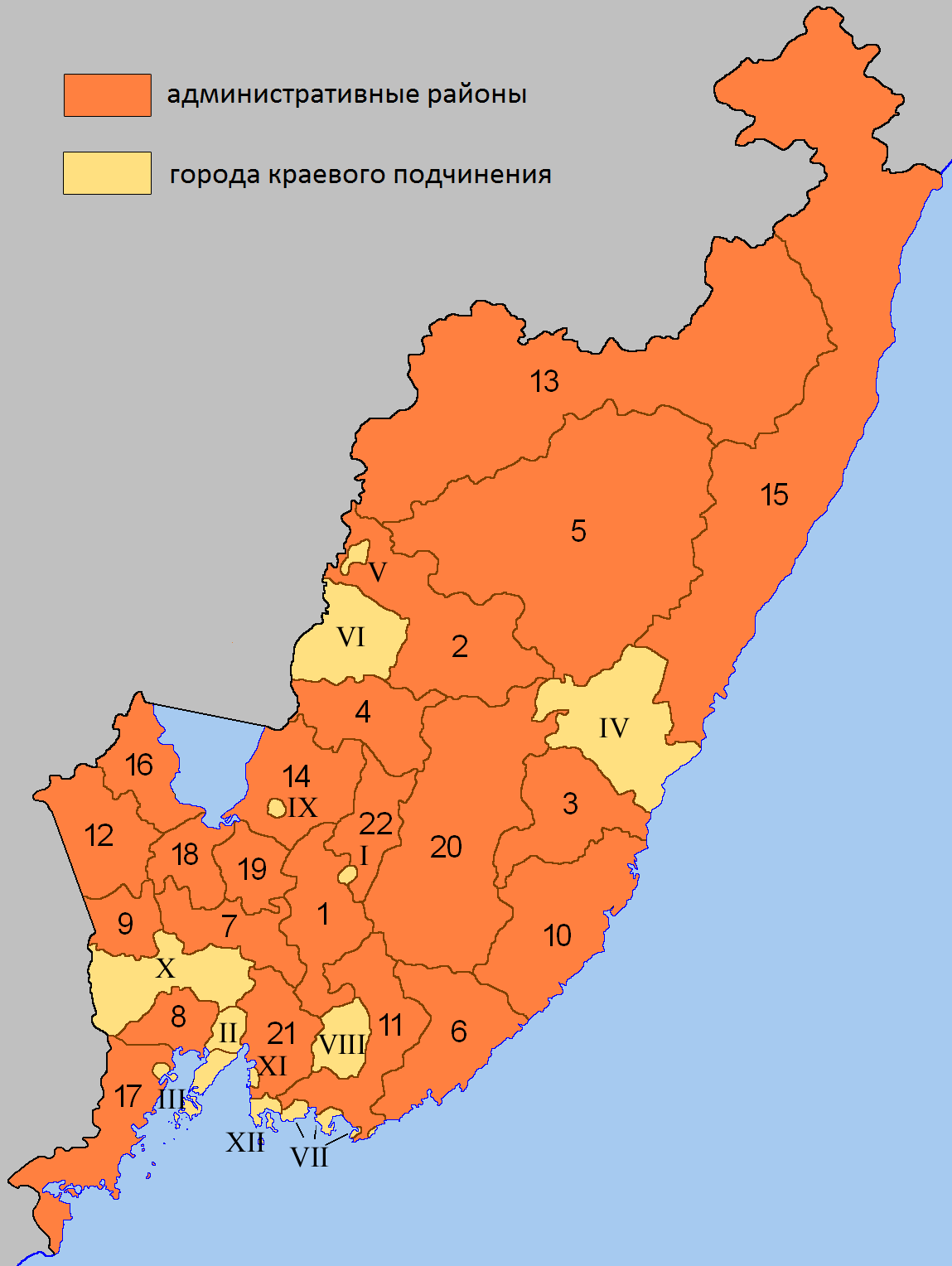
ТОР «Михайловский»
- Михайловский район — 7
- Спасский район — 14
- Хорольский район — 18
- Черниговский район — 19
- Яковлевский район — 22

## Развитие территории
ТОР «Михайловский» была создана в 2015 году в соответствии с Постановлением Правительства РФ от 21 августа 2015 года № 878. В 2017 году финансирование ТОР «Михайловский» было увеличено на 2,5 млрд рублей после чего территория была расширена с присоединением дополнительных 35 участков. Еще ряд расширений последовал в 2018, 2020 и 2021 гг.. Кроме того, в 2021 году было выделено дополнительное финансирование в объеме 309 млн рублей на создание системы автономного газоснабжения для строительства животноводческого кластера.
ТОР «Михайловский» специализируется на размещении крупных сельскохозяйственных производств, центров глубокой переработки и логистики сельхозпродукции. Среди проектов ТОР — несколько крупных животноводческих комплексов, молокоперерабатывающий завод, предприятие по переработке бобов сои и выпуску соевого масла и другие сельскохозяйственные предприятия.
В городе Уссурийске (на карте — X) находится Приморская государственная сельскохозяйственная академия, в селе Воздвиженка расположены некоторые её учебные корпуса.
Реализацией проектов в области обеспечения предприятий ТОР «Михайловский» трудовыми ресурсами занимается Агентство по развитию человеческого капитала на Дальнем Востоке и в Арктике (АРЧК).

## Свиноводческий кластер
На территории ТОР «Михайловский» компаниями «РусАгро» и «Мерси Трейд» всего будет построено 11 свинокомплексов общей мощностью 110 тысяч тонн мяса в год. По словам министра сельского хозяйства Приморья Андрея Бронца, промышленное производство свинины в крае прекратилось в 1992 году. В «нулевых» были построены примитивные китайские свинокомплексы в Октябрьском округе и Уссурийске. И только с созданием высокотехнологичных комплексов в ТОР «Михайловский» в регионе началось настоящее возрождение промышленного производства мяса. Свинокомплексы в Михайловском и Спасском районах — это современные технологии с высокой производительностью. В 2021 году в сельхозорганизациях края произведено 26,3 тысячи тонны свинины, рост в 3,6 раза к уровню 2020 года. Поголовье в них увеличилось до 310,7 тысяч голов. В конце 2022 года мы закроем потребность края в свинине и в 2023 году выйдем на поставки в соседние регионы.
В 2021 году в рамках ТОР «Михайловский» компания «Русагро» запустила крупнейший на Дальнем Востоке завод по производству свинины. Проектная мощность завода составляет 65 тыс. тонн свинины в год, всего в рамках свиноводческого кластера будет создано более 1,5 тыс. новых рабочих мест «Русагро» сделало заказ на обучение специалистов в Уссурийском агропромышленном колледже. Кластер включает в себя включает в себя девять свиноводческих площадок, комплекс по производству комбикормов с элеватором, автотранспортное хозяйство, мясоперерабатывающее предприятие и цех технических полуфабрикатов; общий объем инвестиций на конец 2021 года оценивается в 37,5 млрд рублей.

## Прочие проекты
В 2021 году началась подготовка полей для строительства молокоперерабатывающего завода. Проект осуществляется с участием вьетнамской компании TH Group. Общий объем инвестиций, исходя из планов строительства молочного завода и трех ферм, оценивается в 16 млрд рублей; при этом ожидается создание 500 новых рабочих мест.
Холдинг «Легендагро» строит завод по переработке сои с ежегодным объемом производства 121 тыс. тонн соевого протеинового концентрата, 42,5 тыс. тонн соевого масла, 2,4 тыс. тонн лецитина, 38 тыс. тонн мелассы и 3,2 тыс. тонн шрота. Завод нацелен на экспорт продукции в Китай общий объем инвестиций оценивается в 4,7 млрд рублей.